# Santana III
| Recensione              | Giudizio            |
| ----------------------- | ------------------- |
| AllMusic                |                     |
| Robert Christgau        | B                   |
|                         |                     |
| Ondarock                | (Disco consigliato) |
| Dizionario del Pop-Rock |                     |
| 24.000 dischi           |                     |

Santana è il terzo album del gruppo di Carlos Santana, uscito nel settembre 1971. Tuttavia è noto come Santana III per distinguerlo dall'album di debutto.

## Descrizione
Santana fu il terzo ed ultimo album della line-up dell'"era Woodstock" dei Santana, L'album contiene due singoli, Everybody's Everything, che ha raggiunto la posizione numero 12 nel mese di ottobre del 1971, e No One To Depend On, divenuto un successo radiofonico.
Santana III è l'album di debutto del chitarrista allora diciassettenne Neal Schon (autore, in entrambi i brani precedentemente citati, degli assolo di chitarra). Nel 1972 tuttavia Schon, assieme a Gregg Rolie, abbandonò la band di Santana, per fondare insieme i Journey.
L'album originale è stato registrato presso i Columbia Studios di San Francisco.
Nel 1998, l'album è stato rimasterizzato e distribuito in formato CD con le versioni dal vivo di Batuka, Jungle Strut e dell'inedito Gumbo, tutti pezzi registrati al Fillmore West nel 1971.
Come è stato fatto per l'album di debutto dei Santana, nel 2006 è stata distribuita la "Legacy Edition" dell'album, rimasterizzato e con del materiale bonus:
- tre nuovi brani registrati durante le sessioni studio
- la versione singola del brano No One To Depend On
- il concerto completo di Fillmore West del 1971

## Successo commerciale
Santana III rappresenta uno degli album di maggior successo commerciale del gruppo.
Santana III fu anche l'ultimo album dei Santana a raggiungere la posizione numero 1 nella classifica Billboard 200 (per cinque settimane), fino all'uscita del successo assoluto della band Supernatural, nel 1999. L'album raggiunse anche la terza posizione nei Paesi Bassi e Norvegia, e la sesta nell'allora Germania Ovest.

## Tracce

### LP
Lato A (AL 30595)
1. Batuka – 3:35 (musica: Santana) – Registrato il 16 giugno 1971
2. No One to Depend On – 5:25 (Michael Carabello, Coke Escovedo) – Registrato il 16 giugno 1971
3. Taboo – 5:40 (Gregg Rolie, José Areas) – Registrato il 15 giugno 1971
4. Toussaint L'overture – 5:54 (Santana) – Registrato il 4 giugno 1971

Lato B (BL 30595)
1. Everybody's Everything – 3:30 (Carlos Santana, Tyrone Moss, Milton Brown) – Registrato il 5 giugno 1971
2. Guajira – 5:50 (David Brown, Rico Reyes, Chepito Reyes) – Registrato nel febbraio 1971
3. Jungle Strut – 5:19 (musica: Gene Ammons) – Registrato nel gennaio del 1971
4. Everything's Coming Our Way – 3:19 (Carlos Santana) – Registrato il 17 giugno 1971
5. Para los rumberos – 2:44 (Tito Puente) – Registrato il 18 giugno 1971

### CD
Edizione CD del 1998, pubblicato dalla Columbia/Legacy Records (CK 65491)
1. Batuka – 3:35 (musica: Santana)
2. No One to Depend On – 5:31 (Michael Carabello, Coke Escovedo)
3. Taboo – 5:34 (Gregg Rolie, José Areas)
4. Toussaint L'overture – 5:56 (Santana)
5. Everybody's Everything – 3:31 (Carlos Santana, Tyrone Moss, Milton Brown)
6. Guajira – 5:43 (David Brown, Rico Reyes, Chepito Reyes)
7. Jungle Strut – 5:20 (musica: Gene Ammons)
8. Everything's Coming Our Way – 3:15 (Carlos Santana)
9. Para los rumberos – 2:47 (Tito Puente)
10. Batuka – 3:41 (musica: Santana) – Traccia bonus - Registrato dal vivo il 4 luglio 1971 al The Fillmore West
11. Jungle Strut – 5:59 (musica: Gene Ammons) – Traccia bonus - Registrato dal vivo il 4 luglio 1971 al The Fillmore West
12. Gumbo – 5:26 (Carlos Santana, Gregg Rolie) – Traccia bonus - Registrato dal vivo il 4 luglio 1971 al The Fillmore West

Edizione doppio CD del 2006, pubblicato dalla Columbia/Legacy Records (82796 90270 2)
CD 1
1. Batuka – 3:35 (musica: Gregg Rolie, José Areas, David Brown, Michael Carabello, Michael Shrieve, Carlos Santana)
2. No One to Depend On – 5:31 (Michael Carabello, Coke Escovedo, Gregg Rolie)
3. Taboo – 5:34 (José Areas, Gregg Rolie)
4. Toussaint L'overture – 5:56 (Carlos Santana, Gregg Rolie, José Areas, David Brown, Michael Carabello, Michael Shrieve)
5. Everybody's Everything – 3:31 (Carlos Santana, Tyrone Moss, Milton Brown)
6. Guajira – 5:43 (David Brown, Rico Reyes, Chepito Reyes)
7. Jungle Strut – 5:20 (musica: Gene Ammons)
8. Everything's Coming Our Way – 3:15 (Carlos Santana)
9. Para los rumberos – 2:47 (Tito Puente)
10. Gumbo – 4:24 (Carlos Santana, Gregg Rolie) – Traccia bonus - Registrato nel febbraio 1971
11. Folsom Street - One – 7:08 (Carlos Santana, Gregg Rolie) – Traccia bonus - Registrato nel gennaio 1971
12. Banbeye – 10:21 (Carlos Santana, Gregg Rolie, José Areas, David Brown, Michael Carabello, Michael Shrieve) – Traccia bonus - Registrato nel febbraio 1971
13. No One to Depend On (Single Version) – 3:13 (Gregg Rolie, Michael Carabello, Coke Escovedo) – Traccia bonus - Registrato il 16 giugno 1971

CD 2
Live at the Fillmore West, July 4, 1971
1. Batuka – 3:47 (musica: Gregg Rolie, José Areas, David Brown, Michael Carabello, Michael Shrieve, Carlos Santana)
2. No One to Depend On – 5:29 (Michael Carabello, Coke Escovedo, Gregg Rolie)
3. Toussaint L'overture – 6:10 (Carlos Santana, Gregg Rolie, José Areas, David Brown, Michael Carabello, Michael Shrieve)
4. Taboo – 5:10 (José Areas, Gregg Rolie)
5. Jungle Strut – 5:59 (musica: Gene Ammons)
6. Black Magic Woman/Gypsy Queen – 6:15 (Peter Green/Gabor Szabo)
7. Incident at Neshabur – 5:28 (musica: Alberto Gianquinto, Carlos Santana)
8. In a Silent Way – 6:55 (musica: Joe Zawinul, Miles Davis)
9. Savor – 3:35 (Carlos Santana, Gregg Rolie, José Areas, David Brown, Michael Carabello, Michael Shrieve)
10. Para los rumberos – 3:41 (Tito Puente)
11. Gumbo – 5:26 (Carlos Santana, Gregg Rolie)

## Formazione
- Carlos Santana – chitarra, voce
- Neal Schon – chitarra
- Gregg Rolie – pianoforte, organo, voce
- David Brown – basso
- Michael Shrieve – batteria, percussioni, vibrafono
- José Chepito Areas – timbales, congas, percussioni, voce, batteria, flicorno
- Michael P. R. Carabello – congas, voce, percussioni, tambourine

Altri musicisti
- Coke Escovedo – cori, percussioni (in tutti i brani)
- Rico Reyes – voce (brano: Guajira), cori (brani: Toussaint L'overture, Para los rumberos e No One to Depend On)
- Tower of Power – sezione strumenti a fiato (brano: Everybody's Everything)
- Luis Gasca – trompeta (brano: Para los rumberos)
- Linda Tillery – cori (brani: Everybody's Everything e Everything's Coming Our Way)
- Mario Ochoa – pianoforte (brano: Guajira)
- Gregg Errico – tambourine (brano: No One to Depend On)

Note aggiuntive
- Santana Musicians – produttori
- Registrazioni effettuate al Columbia Studios di San Francisco, California
- Glen Kolotkin – ingegnere delle registrazioni
- Mike Larner – recordist
- Glen Kolotkin e David Brown – ingegneri delle registrazioni (brani: Guajira e Jungle Strut)
- Heavy Water Light Show, Joan Chase, Mary Ann Mayer – design copertina album originale
- Joan Chase – foto copertina album originale [14]

## Classifica
Album
| Anno | Classifica                 | Posizione raggiunta |
| ---- | -------------------------- | ------------------- |
| 1971 | Billboard 200              | 1                   |
| 1971 | Official Albums Chart      | 6                   |
| 1971 | Dutch Charts               | 3                   |
| 1971 | Offizielle Deutsche Charts | 6                   |